# فرانچسکو پانوفینو
فرانچسکو پانوفینو (ایتالیایی: Francesco Pannofino؛ زادهٔ ۱۴ نوامبر ۱۹۵۸) بازیگر، صداپیشه و مدیر دوبلاژ اهل ایتالیا است.
از فیلم‌ها یا مجموعه‌های تلویزیونی که وی در آن‌ها نقش داشته است، می‌توان به برداشت نخست خوب، پینوکیو و اتوبوس شب اشاره نمود.